# HMS Salamander

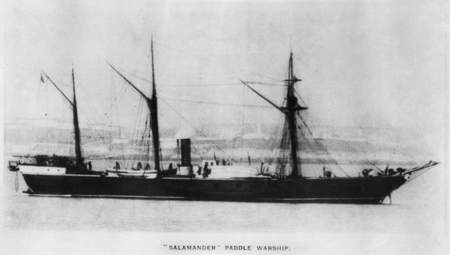
Parník HMS Salamander pravděpodobně během zastávky v Austrálii v roce 1860

HMS Salamander byla parní kolesová šalupa 2. třídy britské Royal Navy. Spuštěna na vodu byla v roce 1832, výzbroj činila dva otočné 254mm kanóny a čtyři karonády. Byla jednou z pěti pokusných lodí s parním pohonem, objednaných Royal Navy.